# Teresa Jankowska
Teresa Jankowska z domu Nowicka (ur. 30 sierpnia 1928, zm. 2 października 2017) – polska chemiczka, docent doktor inżynierii. 

## Życiorys
Specjalizowała się w analizie chemicznej nieorganicznej, chemii analitycznej oraz spektrofotometrii. Była wieloletnim pracownikiem Instytutu Badań Jądrowych, a następnie Instytutu Chemii i Techniki Jądrowej. W latach 1974–1995 piastowała funkcję kierownika Zakładu Chemii Analitycznej. Dr Jankowska była członkiem Komitetu Chemii Analitycznej Polskiej Akademii Nauk. 

## Wybrane odznaczenia
- Krzyż Kawalerski Orderu Odrodzenia Polski[2]

## Wybrana bibliografia autorska
- Spektrofotometria UV/VIS w analizie chemicznej (Państwowe Wydawnictwo Naukowe, Warszawa, 1988; ISBN 83-01-07203-2)